# Jacobo Estuardo, duque de Richmond
Jacobo Estuardo, I duque de Richmond, IV duque de Lennox (Escocia, 6 de abril de 1612 - Escocia, 30 de marzo de 1655), fue un noble inglés.

## Primeros años de vida
Era el hijo mayor y heredero Esmé Estuardo, III duque de Lennox y su esposa Katherine Clifton, II Baronesa Clifton.
Jacobo Estuardo heredó el Ducado de Lennox tras la muerte de su padre, el 30 de junio de 1624, y fue recibió la Orden de la Jarretera en 1633.
Primo lejano de Carlos I de Inglaterra, Estuardo era miembro del Consejo Privado y un integrante clave del bando realista en la guerra civil inglesa. Fue obligado a permanecer tres meses en el exilio en 1643, regresó a Inglaterra para defender la ciudad de Oxford por su rey.  Él murió el 30 de marzo de 1655, a los cuarenta y dos años, y fue enterrado en la Abadía de Westminster.

### Matrimonio e hijos
Se casó con Mary Villiers, hija de George Villiers I duque de Buckingham, el 3 de agosto de 1637.
- Esmé Estuardo heredó los ducados de Richmond y Lennox junto con los demás títulos de su padre.
- Lady María Estuardo (1651-1668), quien se casó con Richard Butler (1651-1668) primer Conde de Arran, no tuvieron descendencia.

## Richmond
La conexión escocesa del condado de Richmond comienza en 1613 cuando Ludovico Estuardo, II Duque de Lennox, fue creado I conde de Richmond. Él fue hecho Duque de Richmond en 1623, cuando el rey Jacobo I de Inglaterra le regaló Cobham Hall y la mansión de Cobham, Kent, y se convirtió en la residencia familiar. Tras su muertes, los títulos relacionados con el condado de Richmond se extinguieron, solo los títulos relacionados con el ducado de Lennox continuaron en los descendientes de su hermano. En 1641, Jacobo Estuardo fue nombrado duque de Richmond, uniendo de nuevo los ducados de Escocia e Inglaterra.
Cuando su hijo Esmé murió a los diez años en 1660, por lo que el título pasó  a Carlos Estuardo, III duque de Richmond, hijo del hermano menor de Jacobo, Jorge Estuardo, IX Señor de Aubigny.

## Fallecimiento
Murió el 30 de marzo de 1655 a los 42 años en Escocia, y fue enterrado en la Abadía de Westminster.